# 소정환
소정환(1982년 10월 29일 ~ )은 대한민국의 성우로, 2009년 CJ ENM 성우극회 공채 7기로 입사했다. 배우자는 같은 성우인 권지애다.

## 작품

### 애니메이션
- 원피스 필름 골드 - 트레저
- 원피스 에피소드 오브 사보 (투니버스) - 센고쿠, 사이
- 원피스 12기 극장판 film Z - 센고쿠
- 원피스 3D2Y - 센고쿠, 가이람
- 사랑은 콩다콩 (투니버스) - 동찬이 아빠, 노을이 친할아버지
- 원피스 7기 (투니버스) - 타일스톤
- 원피스 8기 (투니버스) - 파티
- 안녕! 보노보노 (투니버스) - 무크
- 나루토 질풍전 (투니버스) - 치리쿠
- 펭귄의 문제 (투니버스) - 강태풍 선생님
- 꿈빛 파티시엘 (투니버스) - 짜리, 큰아버지
- 꿈빛 파티시엘 프로페셔널 (투니버스) - 짜리, 큰아버지
- 너에게 닿기를 (투니버스) - 미카미, 죠 아빠
- 캐릭캐릭 체인지 파티 (투니버스)
- 공룡탐험대 고고다이노 (EBS) - 털보박사
- 안녕 자두야 (SBS) - 집사
  - 안녕 자두야 서유기: 어쩌다 영웅 - 도사
  - 안녕자두야 스페셜: 언더 더 씨 - 무사교관 등
- 마리와 강아지 이야기 (투니버스) - 소싸움 청년
- 말하는 강아지 마사 (투니버스) - 소방서 대장
- 와라! 편의점 (MBC TV, 투니버스) - 커피일병
- 스켓 댄스 - 한태평
- 테니스의 왕자 - 사사베
- 메이저 극장판 - 우정의 강속구 (투니버스) - 샌더스
- 명탐정 코난 (투니버스, 애니맥스) - 천범수, 장재웅, 박기태, 봉태현, 좀비
- 짱구는 못말려 (투니버스) - 이슬 아빠, 고뭉치
- 개구리 중사 케로로 (투니버스) - 진리, 나빌레라
- 레터비 (투니버스) - 코케스
- 아따맘마 (투니버스) - 개그맨
  - 새로운 아따맘마 (투니버스) - 가게 주인
- 괴담 레스토랑 (투니버스) - 명의사, 아가요정, 붉은 도깨비, 정우
- 동쪽의 에덴 (투니버스) - 부장
- 결계사 (투니버스) - 시온 부하2
- 드래곤볼GT (투니버스) - 슈, 도어맨, 에스카, 단파라, 나토
- 돌연변이 아일랜드 (투니버스)
- 나루토 질풍전 극장판(인연) - 숙명의 재회 (투니버스)
- 드래곤 길들이기 : 버크의 라이더 (카툰네트워크)
- 더 자이언트 (MOVIE)
- 웨딩피치 (투니버스) - 뽐뿌 / 남학생3 / 썰렁이2
- 최강! 탑플레이트 (SBS) - 최담덕
- 트레인 히어로 (재능TV) - 에이트
- 엠마 (투니버스) - 브루크
- 역경무뢰 카이지 (바둑TV) - 나카야마
- 썸머 워즈 - 진노우치 쿠니히코
- 파페포포 (SBS) - 파페 아빠 / 호무스
- 로보텍스 (KBS) - 타프 / 우탄
- 보스 베이비 - 유진
- 코코 - 치차론, 돈 히달고, 악사, 경찰
- 극장판 요괴워치: 섀도우 사이드 도깨비 왕의 부활 - 지바냥
- 극장판 공룡메카드: 타이니소어의 섬 - 강우람
- 헬로 카봇 유니버스(SBS) - 고르고
- 앵그리버드 더 무비 - 페킨파
- 앵그리 버드 2: 독수리 왕국의 침공 - 페킨파
- 신비아파트: 고스트볼의 비밀 (투니버스) - 버스 기사
- 신비아파트 고스트볼 더블X: 6개의 예언 (투니버스) - 야저귀
- 신비아파트 고스트볼 더블X: 수상한 의뢰 (투니버스) - 야저괭이
- 신비아파트 고스트볼Z: 어둠의 퇴마사 (투니버스) - 번개 야저귀
- 굴뚝마을의 푸펠 - 스콥
- 루카 - 로렌초 파구로
- 쥐라기캅스 (MBC TV) - 쥬톱스
- 더 퍼스트 슬램덩크 - 신현철
- 요괴워치 (투니버스) - 제리
  - 요괴워치 섀도사이드 (투니버스) - 지바냥
- 엘리멘탈 - 펀 그라우치우드

### 영화
- 캡틴 아메리카: 윈터 솔져 (MBC) - 쉴드 요원
- 팔콘과 윈터 솔져 - 배트록(조르주 생피에르)

### 외화
- 죽어도 예쁜 걸 (투니버스) - 도일 선생 (팀 캠벨), 래퍼
- 명탐정 코난 드라마 스페셜 - 괴조 전설의 수수께끼 (투니버스) - 이정우
- 33분 탐정 (투니버스) - 정보통 (코지마 요시오), 야구치
- 시험의 신 (투니버스) - 레나 아빠
- 명탐정 코난 드라마 스페셜 - 남도일의 부활 (투니버스) - 요리사1, 스태프2
- 로키 - 타임 키퍼(조나단 메이저스)

### 게임
- 리그 오브 레전드 - 질리언
- 카오스 온라인 - 가토가챠

### 드라마 CD
- 룬의 아이들 - 제로
- SKT - Swallow Knights Tales - 호위기사